# 29. ceremonia wręczenia nagród Brytyjskiej Akademii Filmowej
29. ceremonia rozdania nagród Brytyjskiej Akademii Sztuk Filmowych i Telewizyjnych.
 Najwięcej statuetek (4) otrzymał film Alicja już tu nie mieszka.

## Laureaci
Laureaci oznaczeni są wytłuszczeniem

### Najlepszy film
- Alicja już tu nie mieszka
- Barry Lyndon
- Pieskie popołudnie
- Szczęki

### Najlepszy aktor
- Al Pacino − Pieskie popołudnie i Ojciec chrzestny II
- Richard Dreyfuss − Szczęki
- Gene Hackman − Francuski łącznik II, W mroku nocy
- Dustin Hoffman − Lenny

### Najlepsza aktorka
- Ellen Burstyn − Alicja już tu nie mieszka
- Anne Bancroft − Więzień Drugiej Alei
- Valerie Perrine − Lenny
- Liv Ullmann − Sceny z życia małżeńskiego

### Najlepsza aktor drugoplanowy
- Fred Astaire − Płonący wieżowiec
- Martin Balsam − Długi postój na Park Avenue
- Burgess Meredith − Dzień szarańczy
- Jack Warden − Szampon

### Najlepsza aktorka drugoplanowa
- Diane Ladd − Alicja już tu nie mieszka
- Ronee Blakley − Nashville
- Lelia Goldoni − Alicja już tu nie mieszka
- Gwen Welles − Nashville

### Najlepsza reżyseria
- Stanley Kubrick − Barry Lyndon
- Sidney Lumet − Pieskie popołudnie
- Martin Scorsese − Alicja już tu nie mieszka
- Steven Spielberg − Szczęki

### Najlepszy scenariusz
- Robert Getchell − Alicja już tu nie mieszka
- Joan Tewkesbury − Nashville
- Frank Pierson − Pieskie popołudnie
- Peter Benchley i Carl Gottlieb − Szczęki

### Najlepsze zdjęcia
- John Alcott − Barry Lyndon
- Fred J. Koenekamp − Płonący wieżowiec
- Oswald Morris − Człowiek, który chciał być królem
- Douglas Slocombe − Rollerball

### Najlepsza scenografia/dekoracja wnętrz
- John Box − Rollerball
- Ken Adam − Barry Lyndon
- Richard Macdonald − Dzień szarańczy
- William J. Creber − Płonący wieżowiec

### Najlepsze kostiumy
- Ann Roth − Dzień szarańczy
- Ulla-Britt Söderlund i Milena Canonero − Barry Lyndon
- Edith Head − Człowiek, który chciał być królem
- Yvonne Blake − Czterej muszkieterowie

### Najlepszy dźwięk
- William A. Sawyer, James E. Webb, Chris McLaughlin i Richard Portman − Nashville
- Jack Fitzstephens, Richard P. Cirincione, Sanford Rackow, Stephen A. Rotter, James Sabat i Dick Vorisek − Pieskie popołudnie
- Les Wiggins, Archie Ludski, Derek Ball i Gordon K. McCallum − Rollerball
- John R. Carter i Robert L. Hoyt − Szczęki

### Najlepszy montaż
- Dede Allen − Pieskie popołudnie
- Peter Zinner, Barry Malkin i Richard Marks − Ojciec chrzestny II
- Antony Gibbs − Rollerball
- Verna Fields − Szczęki

### Nagroda im. Anthony’ego Asquita za muzykę
- John Williams − Szczęki i Płonący wieżowiec
- Jerry Goldsmith − Wiatr i lew
- Nino Rota − Ojciec chrzestny II
- David Shire − Długi postój na Park Avenue

### Najbardziej obiecujący debiut aktorski w głównej roli
- Valerie Perrine − Lenny
- Robert De Niro − Ojciec chrzestny II
- Alfred Lutter III − Alicja już tu nie mieszka
- Lily Tomlin − Nashville

## Podsumowanie
Laureaci

Nagroda / Nominacja

- 4 / 7 - Alicja już tu nie mieszka
- 2 / 4 - Płonący wieżowiec
- 2 / 5 - Barry Lyndon
- 2 / 6 - Pieskie popołudnie
- 1 / 3 - Dzień szarańczy
- 1 / 3 - Lenny
- 1 / 4 - Ojciec chrzestny II
- 1 / 4 - Rollerball
- 1 / 5 - Nashville
- 1 / 7 - Szczęki

Przegrani

- 0 / 2 - Człowiek, który chciał być królem
- 0 / 2 - Długi postój na Park Avenue